# Neoserica wapiensis
Neoserica wapiensis är en skalbaggsart som beskrevs av Frey 1972. Neoserica wapiensis ingår i släktet Neoserica och familjen Melolonthidae. Inga underarter finns listade i Catalogue of Life.